# القاموس المحيط
القاموس المحيط للإمام اللغوي مجد الدين أبي طاهر محمد بن يعقوب بن محمد بن إبراهيم بن عمر الشيرازي الفيروز آبادي المتوفى سنة (817 هـ).
واسم الكتاب بالكامل (القاموس المحيط، والقابوس الوسيط، الجامع لما ذهب من كلام العرب شماطيط). وهو أشهر معاجم اللغة العربية على الإطلاق، إذ بلغ من شهرته أن كثيرا من الناس بعده صاروا يستعملون كلمة قاموس مرادفة لكلمة معجم.

## طريقته
طريقة استخراج المعاني من القاموس المحيط
أولا نفتح على باب آخر حرف ثم فصل أول حرف مثلا كلمة عين
نفتح على باب النون ثم فصل العين ثم الياء.

## رموزه ومصطلحاته
في القاموس تسعة رموز وهي:
- (م) معروف.
- (ع) موضع.
- (د) بلد.
- (ة) قرية.
- (ج) جمع.
- (جج) جمع الجمع.
- (ججج) جمع جمع الجمع.
- (و) المادة أصلها واويّ.
- (ي) المادة أصلها يائيّ.

وقد نظم الخمسةَ الأولى بعضُهم ـ وينسب للمؤلف ـ في قوله:
ولبعضهم في ذلك:
كما جمع الشيخ نصر أبو الوفاء الهوريني المتوفى سنة (1291 هـ) فوائد شريفة وقواعد لطيفة في معرفة اصطلاحات القاموس طبعت في أول القاموس طبعة بولاق.

## طبعاته
طبع عدة مرات منها:
- في كلكتة بالهند سنة (1232 هـ) بتصحيح الشيخين أحمد بن محمد بن علي الأنصاري اليمني الشرواني وأوحد الدين بن علي بن أحمد العثماني البلجرامي في أربعة أجزاء، وهي أول طبعاته.
- في كلكتة بالهند على الحجر في مجلد واحد سنة (1270 هـ).
- في مطبعة بولاق بمصر سنة (1272 هـ) بتصحيح الشيخين نصر الهوريني ومحمد قطة العدوي.
- في مطبعة بولاق بمصر سنة (1303 هـ).
- في المطبعة الخيرية سنة (1306 هـ).
- في المطبعة الحسينية بالقاهرة سنة (1311 هـ) وسنة (1330 هـ).
- في المطبعة الميمنية بالقاهرة سنة (1319 هـ) في أربع مجلدات.[2]
- في المطبعة الوهبية سنة (1386 هـ).
- قامت مؤسسة الرسالة في بيروت بطبعه عدة مرات في مجلد ضخم وفي آخره فهرس لمواد المعجم مرتبة على الحرف الأول. إلى غير ذلك من الطبعات.

### تصحيح بعض طبعاته
قام العلامة المحقق أحمد تيمور باشا المتوفى سنة (1348 هـ) بتأليفه رسالة قيمة في بابها سماها (تصحيح القاموس المحيط) نبه فيها على ماوقع من الأغلاط في نسخة القاموس المحيط المطبوعة في بولاق سنة (1303 هـ) في (49) صفحة.

## شروحه
- إضاءة الراموس، إضافة الناموس، على إضاءة القاموس: للعلامة شمس الدين أبي عبد الله محمد بن الطيب بن موسى الفاسي المتوفى سنة (1170 هـ).طبع في مطبعة فضالة في المغرب سنة (1403 هـ) بتحقيق الشيخ عبد السلام الفاسي والتهامي الراجي الهاشمي، صدر منه ثلاثة أجزاء.
- تاج العروس، من جواهر القاموس: للإمام اللغوي محب الدين أبي الفيض محمد بن مرتضى الحسيني الواسطي الزبيدي الحنفي المتوفى سنة (1205 هـ).
  - طبع منه خمس مجلدات في المطبعة الوهبية سنة (1287 هـ) ولم يكمل طبع باقيه.
  - ثم طبع في المطبعة الخيرية بمصر الطبعة الأولى سنة (1306 هـ) في عشر مجلدات.
  - في مطبعة حكومة الكويت سنة (1385 هـ) بتحقيق جماعة من علماء اللغة صدر منه حتى الآن خمسة وعشرون مجلدا. وقد طلب من الشيخ حمد الجاسر أن يراجع هذه الطبعة فنشر في مجلة العرب السنة الخامسة سنة (1390 هـ) ملاحظات على المجلد الأول إلى المجلد الحادي والعشرين في حلقات، وجمعها في كتاب مستقل سماه: «نظرات في كتاب تاج العروس من جواهر القاموس».
- طبع في المطابع الأهلية للأوفست بالرياض سنة (1407 هـ) في مجلد.

### شروح خطبة القاموس
أفرد جماعة من العلماء خطبة صاحب القاموس بالشرح ومنهم:
- الشيخ نصر أبو الوفاء الهوريني المتوفى سنة (1291 هـ) طبع في أول القاموس المطبوع في مطبعة بولاق بمصر سنة (1272 هـ) وفي عدة طبعات من القاموس.
- الشيخ زين الدين محمد بن عبد الرؤوف المناوي القاهري المتوفى سنة (1031 هـ) مخطوط منه نسخة بدار الكتب المصرية برقم (6 م) لغة.
- الشيخ أبو العباس أحمد بن عبد العزيز بن رشيد الهلالي السجلماسي المتوفى سنة (1175 هـ) مخطوط منه نسخة في دار الكتب المصرية برقم (24 ش لغة).

كما يوجد منه عدة نسخ مخطوطة في مكتبات المغرب العامة والخاصة.

## حواشيه
ألف جماعة من العلماء عدة حواش على القاموس منها:
1. حاشية على القاموس: للشيخ نور الدين علي بن محمد بن علي الخزرجي المقدسي المعروف بابن غانم المتوفى سنة (1004 هـ) لا زالت مخطوطة.
2. القول المأنوس، بتحرير ما في القاموس: للشيخ بدر الدين محمد بن يحيى بن عمر القرافي المالكي المتوفى سنة (1008 هـ).
3. حاشية على القاموس: للشيخ أبي العباس أحمد بن علي بن عبد الرحمن الجرندي الأندلسي الفاسي المتوفى سنة (1125 هـ).

## مختصراته
1. إحكام الإعراب، عن لغة الأعراب: لجبرائيل فرحات اللبناني الماروني المتوفى سنة (1145 هـ)، لخص فيه القاموس، وأضاف إليه وهذبه رشيد الدحداح، وقام بنشره سنة (1849 م).
2. مختصر القاموس: للشيخ علي بن أحمد الهيتي المتوفى سنة (1020 هـ)، مخطوط منه نسخة بدار الكتب المصرية برقم (614 لغة).
3. ملخص القاموس: للشيخ أبي العباس أحمد بن علي القضاعي الأندلسي الوجاري ثم الفاسي المتوفى سنة (1141 هـ).

## تكملاته
1. التكملة والذيل والصلة، لما فات صاحب القاموس من اللغة: للإمام اللغوي محب الدين أبي الفيض محمد مرتضى الزبيدي المتوفى سنة (1205 هـ)، ذكر فيه ما فات صاحب القاموس مما ذكره من شرحه تاج العروس، وأخذ هذه التسمية من رضي الدين الحسن بن محمد بن الحسن الصأغاني ـ ويقال الصغاني ـ المتوفى سنة (650 هـ). حيث ألف: (التكملة والذيل والصلة، لكتاب تاج اللغة وصحاح العربية) وهو مطبوع. وقد طبع كتاب الزبيدي هذا مجمع اللغة العربية سنة (1406 هـ) بتحقيق الأستاذ مصطفي حجازي في ست مجلدات.
2. ابتهاج النفوس، بذكر ما فات القاموس: مجهول المؤلف في دار الكتب المصرية المجلد الأول منه ينتهي بنهاية حرف الثاء برقم (112) ورقم (505).

## ترجماته
- ترجمان اللغة ترجمة فارسيّة لمحمّد يحيى القزويني، أشار إليها صاحب معيار اللغة في مقدّمة كتابه عند بيانه للكتب التي استفاد منها، فقال: «وترجمان اللغة لمحمّد يحيى بن محمّد شفيع القزويني، في ترجمة القاموس أيضاً بالفارسيّة».[3] وقال صاحب الذريعة: «ترجمان اللغة، شرح للقاموس بالفارسية للمولى محمّد يحيى بن محمّد شفيع القزويني، كتبه بأمر شاه سلطان حسين الصفوي في مدّة أحد وثلاثين شهراً وعشرة أيام، شرع فيه عاشر شعبان 1114، وفرغ منه في 20 ربيع الثاني 1117».[4]
- القابوس في ترجمة القاموس. ترجمة فارسيّة لحبيب الله القنّوجي، ذكرها صديق حسن خان في كتابه البلغة في أصول اللغة بقوله: «القابوس في ترجمة القاموس بالفارسيّة، للشيخ حبيب الله القنّوجي الهندي، كتبها في عهد السلطان محمّد شاه، وأتمّها سنة ألف ومائة وسبع وأربعين».[5] وقال الطهراني في الذريعة: «الترجمة للمولى محمّد حبيب الله الأصفهاني القنّوجي المشهور بالدهلوي، من علماء القرن الثاني عشر، ترجمه بأمر محمّد شاه الهندي حفيد أمير تيمور گوركان الذي أُلِّف باسمه القاموس. وزاد المترجم عن بعض اللغات على المتن وأجاب بعض اعتراضات التتوي في منتخب اللغات على الفيروزآبادي ورتّبها على ترتيب الأصل».[6]
- الأوقيانوس البسيط في ترجمة القاموس المحيط ترجمة تركيّة باللسان العثماني لعاصم أفندي، وقد أشار إلى هذه الترجمة صاحب معيار اللغة في مقدّمة كتابه عند بيانه للكتب التي استفاد منها في صنع كتابه المذكور، فقال: «وأوقيانوس في ترجمة شرح القاموس لمحمّد مرتضى الحسيني الهندي الزبيدي المصري بالتركيّة».[3]

## ترتيبه
ترتيب القاموس المحيط على طريقة المصباح المنير وأساس البلاغة للشيخ الطاهر بن أحمد الزاوي مفتي الجمهورية العربية الليبية. قامت بطبعه مطبعة عيسى البابي الحلبي وشركاه بمصر الطبعة الثانية دون تاريخ في أربع مجلدات.

## نقده
1. القول المأنوس، في صفات القاموس: للشيخ المفتي محمد سعد الله بن نظام الدين الهندي المراد آبادي المتوفى سنة (1294 هـ)، اشتمل على خمسة وثلاثين فصلا في الاستدراك على صاحب القاموس، طبع في مطبعة الحسني برامفور في الهند سنة (1287 هـ).
2. الجاسوس على القاموس: للشيخ أحمد فارس الشدياق المتوفى سنة (1304 هـ) اشتمل على مقدمة في (90) صفحة وأربعة وعشرين نقدا وخاتمة. طبع في مطبعة الجوائب بالقسطنطينية سنة (1299 هـ) في مجلد ضخم وأعادت تصويره دار صادر في بيروت دون تاريخ وفي آخره للمؤلف:فإن كان فيه بعض شيء يعيبه. فكل كتاب خط لم يخل من عيب
3. سر الليال، في القلب والإبدال: للشيخ أحمد فارس بن يوسف الشدياق ـ سابق الذكر ـ المتوفى سنة (1304 هـ)، اشتمل على ثلاثة مقاصد:
  1. الأول: سرد الأفعال والأسماء المتداولة.
  2. والثاني: إيراد الألفاظ المقلوبة والمبدلة.
  3. والثالث: استدراك ما فات صاحب القاموس من لفظ أو مثل أو إيضاح عبارة أو نسق مادة. إلخ، طبع في القسطنطينية سنة (1284 هـ).
4. الدر اللقيط، في أغلاط القاموس المحيط: للشيخ محمد بن مصطفي الداودي المعروف بداود زاده التركي المتوفى سنة (1017 هـ).
5. الطراز الأول، فيما عليه من لغة العرب المعول: للشيخ علي بن أحمد بن محمد الحسني الحسيني المعروف بعلي خان الشهير بابن معصوم المتوفى سنة (1119 هـ). اشتمل على تعقيبات كثيرة على القاموس، منه ثلاثة مجلدات في مكتبة سباسلار وثلاثة أخرى في مكتبة عاطف، ومجلدان في مكتبة كاشف الغطاء بالنجف.

## خصائصه
نقلا حرفيا عن طبعة الفكر للطباعة والنشر والتوزيع:
يقوم القاموس المحيط على نظام التقفية، أي ترتيب الكلمات والألفاظ بحسب أواخر حروفها بعد تجريد اللفظ من أحرف الزيادة، وذلك لثبات لام الفعل في الكلمة بينما تدخل الزيادات على أول اللفظة في أحوالها المختلفة.
ولم يبلغ معجم من المعاجم منذ تاريخ التصنيف العربي للمعاجم والقواميس ما بلغه القاموس المحيط من حيث شيوع استعماله وكثرة تداوله، فقد عد منذ بداية وجوده معجم العلماء والأدباء، ومرجع المختصين في التفسير والحديث والفقه والأدب، وفي العلوم المختلفة، وبقي المعجم الأول حقبا طويلة من الزمن حتى نازعه هذه المكانة لسان العرب وأصبح المرجع اللغوي الأول في الأوساط العلمية والهيئات الأكاديمية.

## ديباجة القاموس
أما شرح ديباجة القاموس وتجميعها فكان على يد العالم العلامة الشيخ نصر الهوريني ويقول في نصه المرفق مع القاموس:
"اعلم أن القاموس اشتمل على 28 بابا على ترتيب ا ب ت … إلخ، غير أنه قدم باب الهاء على باب الواو والياء، وأما في الفصول فالواو مقدمة على الهاء وهي قبل الياء. ثم إن بعض الأبواب مستكمل الفصول 28 وبعضها وهو الظاء سقط منه عشرة فصول وهي التاء والثاء والذال والزاي والسين والصاد والضاد والطاء والظاء والهاء، وبعضها سقط منه سبعة وهو باب الصاد وباب الضاد.
فالأول: سقط منه فصل الثاء.

## وصلات خارجية
- القاموس المحيط - المكتبة الإسلامية